# Sierp i Młot (przystanek kolejowy)

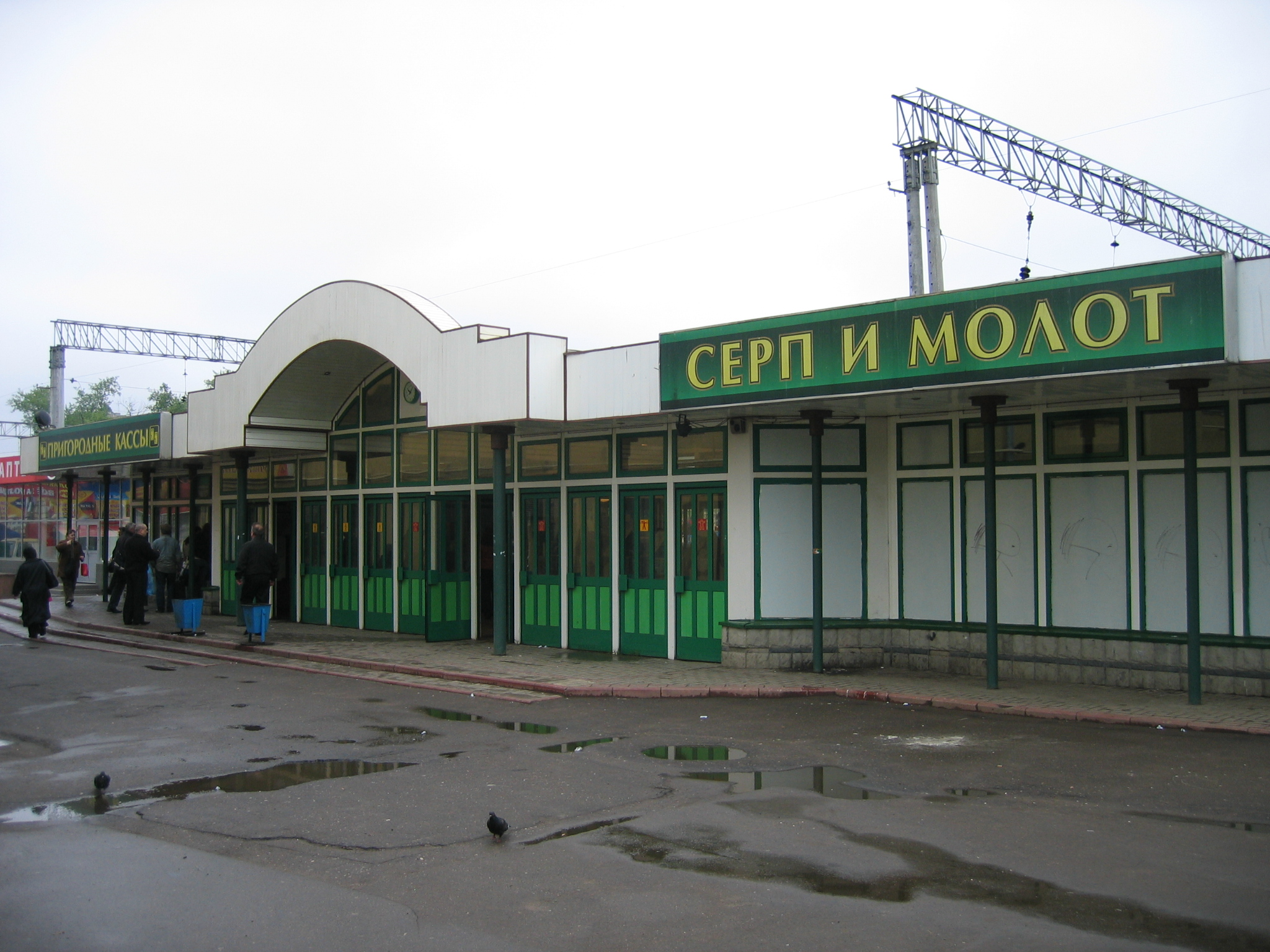
Budynek dworcowy

Sierp i młot (ros. Серп и Мо́лот) – przystanek pociągów podmiejskich (tzw. eletriczek) w centrum Moskwy. Jest to pierwsza stacja pociągów jadących w kierunku wschodnim z Dworca Kurskiego. Nazwa pochodzi od znajdującej się w pobliżu fabryki „Sierp i młot” nazwanej tak na cześć znanego symbolu komunistycznego jakim są sierp i młot.
Większość zatrzymujących się na przystanku pociągów kursuje na trasie do miasta Pietuszki. Stąd stacja wymieniona jest w słynnym „poemacie” „Moskwa – Pietuszki” Wieniedikta Jerofiejewa.
Na stacji znajdują się wejścia do stacji metra Ploszczad’ Ilicza i Rimskaja.